# Вольфганг Зегуїн
Вольфганг Зегуїн (нім. Wolfgang Seguin, нар. 14 вересня 1945, Бург) — східнонімецький футболіст, що грав на позиції півзахисника.
Виступав, зокрема, за «Магдебург», а також національну збірну НДР.

## Клубна кар'єра
У дорослому футболі дебютував 1963 року виступами за команду «Ауфбау» (Магдебург), в якій провів два сезони, взявши участь у 19 матчах чемпіонату і в обох сезонах вигравав з командою Кубок НДР.

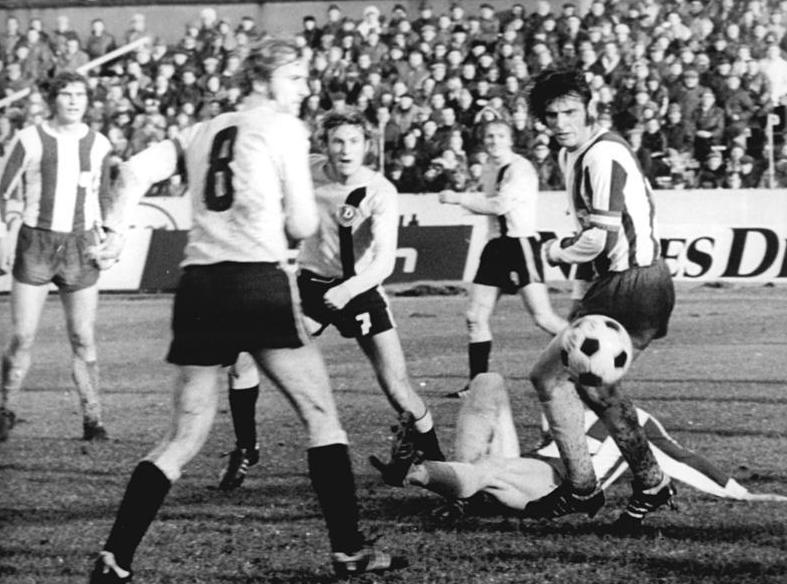
Вольфганг Зегуїн (крайній праворуч) у матчі чемпіонату НДР проти «Динамо» (Дрезден). 26 жовтня 1974 року.

1965 року на базі футбольної секції спортивного клубу «Ауфбау» був створений самостійний футбольний клуб «Магдебург», куди увійшов і Зегуїн, відігравши за новостворену команду 16 сезонів. Більшість часу, проведеного у складі «Магдебурга», був основним гравцем команди. У 1969 році він допоміг команді здобути перший трофей у її історії, коли «Магдебург» переміг «Карл-Маркс-Штадт» з рахунком 4:0 у фінальному матчі Кубка НДР. У 1972 році він досяг свого першого успіху в Оберлізі, вигравши чемпіонат Німецької Демократичної Республіки, перший в історії клубу з Магдебурга. У сезоні 1972/73 він вийшов з командою до 1/8 фіналу Кубка європейських чемпіонів і в тому ж сезоні виграв свій черговий Кубок НДР (3:2 з «Локомотивом» з Лейпцига у фіналі). У 1974 році він забив гол у фіналі Кубка володарів кубків, в якому «Магдебург» переміг «Мілан» з рахунком 2:0, ставши єдиним клубом НДР, який виграв єврокубок. І в 1974, і в 1975 році він двічі поспіль був із «Магдебургом» чемпіоном країни. У 1977 і 1978 роках команда була другою в Оберлізі, а також двічі виходила у чвертьфінал Кубка УЄФА. Подальших успіхів досяг Вольфганг у 1978 та 1979 роках, коли він двічі вигравав Кубок НДР, перемагаючи у фіналах 1:0 «Динамо» з Дрездена і Берліна відповідно.
Завершив кар'єру футболіста виступами за команду «Магдебург» у 1981 році. Загалом за кар'єру він зіграв 380 матчів Оберліги, також зіграв 23 матчі другого дивізіону. Зегуїн не лише встановив рекорд «Магдебург» за кількістю матчів за клуб у чемпіонаті (403), але, маючи у своєму активі 57 європейських матчів та 69 виступів у Кубку НДР, він також є рекордсменом клубу в цих змаганнях. Всього Вольфганг провів 529 матчів за «Магдебург» в усіх турнірах. Зегуїн має ще один рекорд, зігравши в 219 матчах Оберліги поспіль між 1971 і 1979 роками.

## Виступи за збірну
27 травня 1972 року дебютував в офіційних іграх у складі національної збірної НДР в товариському матчі проти збірної Уругваю, що завершився перемогою з рахунком 1:0. У тому ж році Зегуїн у складі олімпійської збірної поїхав в Мюнхен на XX літні Олімпійські ігри, де зіграв у чотирьох матчах своєї команди, яка стала бронзовим призером.
У складі національної збірної був учасником єдиного для своєї країни чемпіонату світу 1974 року у ФРН. Він зіграв у одному матчі на турнірі, проти збірною Чилі (1:1), а його команді не вдалось подолати другий груповий етап.
Загалом протягом кар'єри у національній команді, яка тривала 4 роки, провів у її формі 19 матчів.

## Титули і досягнення

### Командні
Збірна НДР
- Бронзовий олімпійський призер: 1972

«Магдебург»
- Чемпіон НДР (3): 1972, 1974, 1975
- Віце-чемпіон НДР (2): 1977, 1978
- Володар Кубка НДР (6): 1963/64, 1964/65, 1968/69, 1972/73, 1977/78, 1978/79
- Володар Кубка володарів кубків УЄФА: 1973/74